# Børringesøen
Børringesøen (svensk Börringesjön) er en sø i det sydlige Skåne i kommunerne Svedala og Trelleborg. Søen har et areal på 295 hektar og ligger 49 meter over havet. Den har blandt andet tilløb fra Fjällfotasjön og Havgårdssjön. Ved søen ligger Børringe Kloster og Lindholm Slot med Dronning Margrethe Vold.
55°29′0″N 13°18′53″Ø / 55.48333°N 13.31472°Ø